# NUDCD2
NUDCD2‏ (NudC domain containing 2) هوَ بروتين يُشَفر بواسطة جين NUDCD2 في الإنسان.